# Biegoszów
Biegoszów – wieś w Polsce położona w województwie dolnośląskim, w powiecie złotoryjskim, w gminie Świerzawa, na Pogórzu Kaczawskim (Pogórzu Złotoryjskim) w Sudetach.

## Podział administracyjny
W latach 1975–1998 miejscowość administracyjnie należała do województwa jeleniogórskiego.